# Dergaon
Dergaon é uma cidade e uma town area committee no distrito de Golaghat, no estado indiano de Assam.

## Geografia
Dergaon está localizada a 26° 42′ N, 93° 58′ L. Tem uma altitude média de 82 metros (269 pés).

## Demografia
Segundo o censo de 2001, Dergaon tinha uma população de 13 364 habitantes. Os indivíduos do sexo masculino constituem 56% da população e os do sexo feminino 44%. Dergaon tem uma taxa de literacia de 85%, superior à média nacional de 59,5%: a literacia no sexo masculino é de 88% e no sexo feminino é de 81%. Em Dergaon, 10% da população está abaixo dos 6 anos de idade.